# Kanton Saint-Herblain-1
Saint-Herblain-1 is een kanton van het Franse departement Loire-Atlantique. Het kanton maakt deel uit van het arrondissement  Nantes.
In 2020 telde het 60.890 inwoners.

Het kanton werd gevormd ingevolge het decreet van 25 februari 2014 , met uitwerking op 22 maart 2015, met Saint-Herblain als hoofdplaats.

## Gemeenten
Het kanton omvat volgende gemeenten:
- Couëron
- Indre
- Saint-Herblain  (westelijk deel)
- Sautron